# Munificentissimus Deus

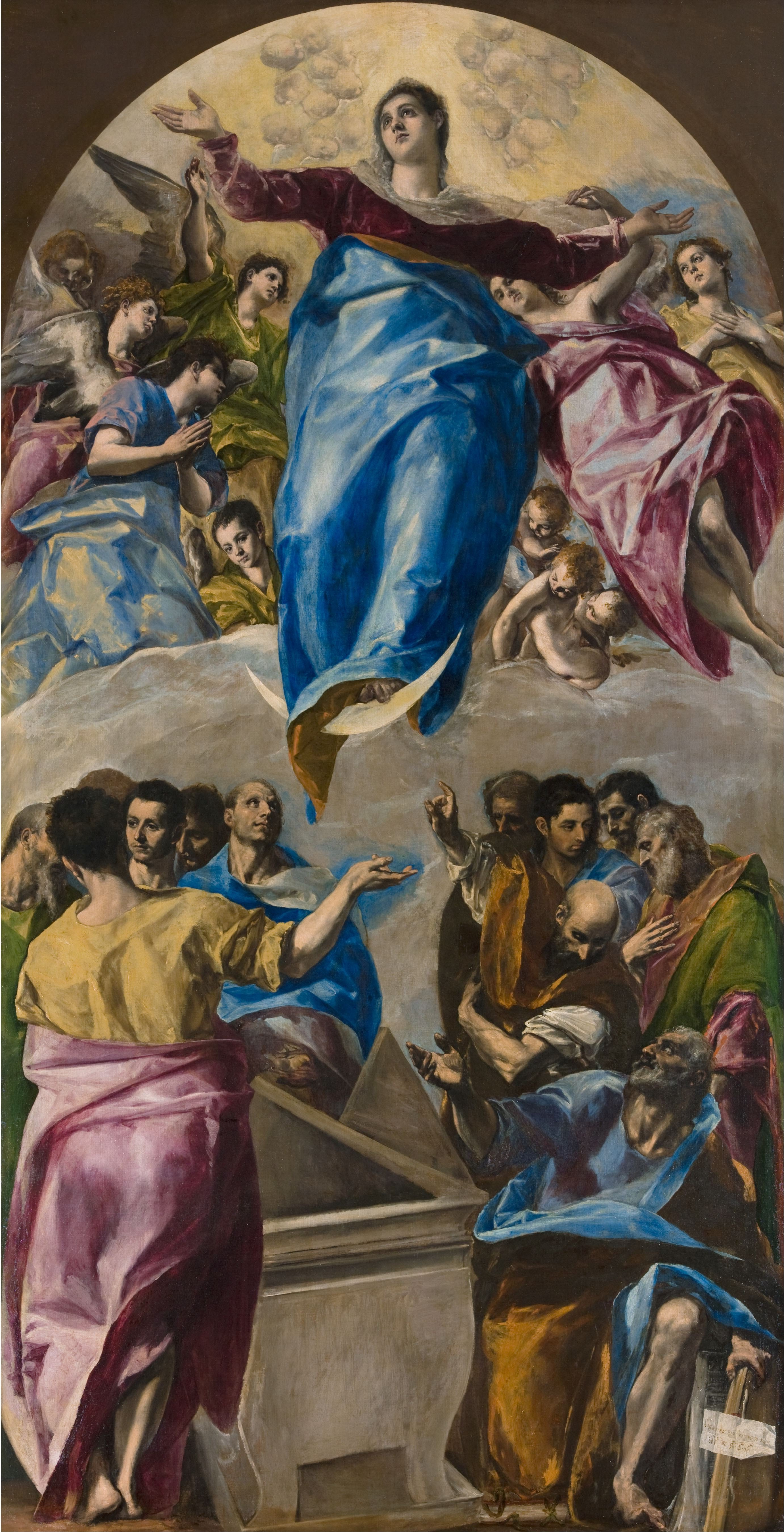
Assunção da Virgem, por El Greco

Munificentissimus Deus (em português: O mais generoso Deus) são as primeiras palavras da constituição apostólica promulgada pelo Papa Pio XII em 1 de novembro de 1950, festa litúrgica de Todos os Santos — no ano do Jubileu Maior — e 12.º daquele pontificado através da qual definiu, ex cathedra, o dogma da Assunção da Virgem Maria aos Céus em corpo e alma. Este é o único decreto fundado na infalibilidade do Papa promulgado pelo Concílio Vaticano I.
O decreto recupera a história da crença na Tradição Católica, citando escritores como Santo Tomás de Aquino, São Boaventura, Santo Antônio de Pádua, João Damasceno, Alberto Magno, Roberto Belarmino, Bernardino de Sena, Pedro Canísio, Afonso Maria de Ligório e Francisco de Sales, entre outros. Cita o popular elogio e a quase unânime aprovação dos bispos contemporâneos, na sequência de um apelo papal de 1946 para a avaliação da doutrina pelos fiéis católicos.
O documento e inclusivamente o seu próprio título é formulado para sugerir que a Assunção de Maria não foi de modo algum uma necessidade lógica, mas resistência do duro clima. Teótoco nesta declaração dogmática, a frase "terminado o curso de sua vida terrestre" é cuidadosamente escrita para deixar em aberto a questão de haver ou não Maria morrido antes da Assunção, ou se, tal como a assunção do profeta Elias, Maria foi assunta antes do falecimento; ambas as possibilidades são permitidas na formulação. 

## Fórmula do decreto

Brasão pontifício de Pio XII

Na sua parte dispositiva — definição solene do dogma — o decreto tem o seguinte teor:
"44. Pelo que, depois de termos dirigido a Deus repetidas súplicas, e de termos invocado a paz do Espírito de verdade, para glória de Deus onipotente que à virgem Maria concedeu a sua especial benevolência, para honra do seu Filho, Rei imortal dos séculos e triunfador do pecado e da morte, para aumento da glória da sua augusta mãe, e para gozo e júbilo de toda a Igreja, com a autoridade de nosso Senhor Jesus Cristo, dos bem-aventurados apóstolos s. Pedro e s. Paulo e com a nossa, pronunciamos, declaramos e definimos ser dogma divinamente revelado que: a imaculada Mãe de Deus, a sempre virgem Maria, terminado o curso da vida terrestre, foi assunta em corpo e alma à glória celestial".
"45. Pelo que, se alguém, o que Deus não permita, ousar, voluntariamente, negar ou pôr em dúvida esta nossa definição, saiba que naufraga na fé divina e católica."
"46. Para que chegue ao conhecimento de toda a Igreja esta nossa definição da assunção corpórea da virgem Maria ao céu, queremos que se conservem esta carta para perpétua memória; mandamos também que, aos seus transuntos ou cópias, mesmo impressas, desde que sejam subscritas pela mão de algum notário público, e munidas com o selo de alguma pessoa constituída em dignidade eclesiástica, se lhes dê o mesmo crédito que à presente, se fosse apresentada e mostrada."
"47. A ninguém, pois, seja lícito infringir esta nossa declaração, proclamação e definição, ou temerariamente opor-se-lhe e contrariá-la. Se alguém presumir intentá-lo, saiba que incorre na indignação de Deus onipotente e dos bem-aventurados apóstolos Pedro e Paulo."